# ブランド刑事
『ブランド刑事』（ブランドでか）は、2006年から2008年までテレビ東京・BSジャパン共同制作「水曜ミステリー9」で放送された刑事ドラマシリーズ。全3回。主演は東ちづる。
第2作までは『予備鑑定捜査員 桐原真実』がタイトル名に入っていた。

## キャスト

### 大塚東署生活安全課
桐原真実
演 - 東ちづる
生活経済係刑事。階級は巡査長。予備鑑定捜査員で通称「ブランド刑事」。同僚からは「野生のセレブ（セレブは、セ…戦闘的&レ…礼儀知らず&ブ…ぶっちゃけ系という意味の頭文字から成る）」と称されている。第一印象で10年前に桜田と結婚するも5年も持たずに離婚している。
柳井正太郎
演 - 金子貴俊
生活経済係刑事。階級は巡査。配属当初より真実とコンビを組む。理由は刑事のオーラがないため。学歴は一橋大学卒。三人兄弟の次男である。
吉松伸介
演 - きたろう（第1作）
生活安全課課長。

### 警視庁捜査一課
桜田文明
演 - 山崎一
刑事。階級は警部。真実の元夫。真実の借金を肩代わりしている。

### その他
花咲紅葉
演 - 矢沢心（第1作）
フリーライター。ファッション誌でお買い得情報やブランドの安売り記事などを書いている。真実とは取材で知り合い彼女をブランド選びの師匠と慕う。名前はペンネームである。

### ゲスト
第1作（2006年）
- 荻野亮子（ボットーネジャパン 公認鑑定人） - 三木さつき
- 雁谷月彦（ボットーネジャパン 法務課長） - 高杉亘
- ブティック店長 - 木村靖司
- ボットーネジャパン 社員 - 矢柴俊博
- 居酒屋店主 - 天現寺竜
- 管理人 - ト字たかお
- セレブ主婦 - 安藤美奈子、国保裕子、福月里代
- 梅津和治（ヴィーナストレーディング 社長） - 平賀雅臣
- 杉山菊子（主婦） - 中込佐知子
- 露天商 - 石塚義之
- 八橋将（ヴィーナストレーディングのバイト） - 深水大基
- 監察医 - 伊藤正之
- 刑事 - 佐久間哲、伊藤竜也
- コンビニ店員 - 九太朗
- 八百屋 - 山口みよ子
- 定食屋 - 森喜行
- ヴィーナストレーディング 社員 - 樋口浩二
- 本屋店員 - 葛井亮平
- 婦警 - 浜田利香
- 藤元晴治（あやめ質店 店主） - 伊武雅刀
- 和知大祐、坪井森司、関根香菜、川嶋秀明、伊藤雄介、マジット、伊藤英敏、小嶌天天

第2作「金沢・加賀ニセ友禅殺人事件」（2007年）
- 友房丈也（彩子の息子） - 高杉瑞穂
- 錦野光恵（呉服屋「錦来堂」女主人） - 山口いづみ
- 丹後芳信（呉服屋「友房屋」古番頭） - 阿南健治
- 大島睦男（リサイクルショップのオーナー） - 青山勝
- 久米布夕子（藍沢鶴真のアシスタント） - 風花舞
- 結城（産業会館 職員） - 天田暦
- ホテルのボーイ - 満田伸明
- 刑事 - 武井秀哲、玉山博之、竹島正義
- 呉服屋「錦来堂」店員 - みやきかのん
- 郡上英則（石川県警金沢中警察署 刑事） - 六平直政
- 藍沢鶴真（加賀友禅作家） - 寺田農
- 友房彩子（呉服屋「友房屋」女主人） - 野川由美子
- 栗山光信、伊佐早修、葛井亮平

第3作「偽ブランド和牛殺人事件」（2008年）
- 草野花子（草野家三女・正太郎の幼馴染） - 井上和香
- 有田月子（草野家次女・物産部長有田の妻） - 松尾れい子
- 鍋島有朋（静岡県警土肥警察署 警部） - 飯田基祐
- 丹波吾郎（雪子の元恋人） - 中根徹
- 砥部治雄（ステーキハウス「マタドール」店長） - 菊池均也
- 有田元信（月子の夫） - 林和義
- 萩亮輔（静岡県警土肥警察署 刑事） - 中村昌也
- 久谷峰子（置屋「柳井屋」芸者） - 田口寛子
- 肉屋の主人 - 田口主将
- 若葉（置屋「柳井屋」芸者） - 舟木幸
- 芸者 - 河野由佳
- 瀬戸清恵（老舗割烹旅館「草野」仲居頭） - 立石涼子
- 織部久恭（老舗割烹旅館「草野」板長） - 山田明郷
- 客 - 山崎海童、土田アシモ、三浦清光、田村三郎
- 偽ブランド品窃盗犯 - 森嶋將士
- ヤクザ - 戯武尊、麻倉じゅん、後藤健
- 芸者 - 小林音子
- カップル - 細貝圭、桜川博子
- 常滑豊（料理評論家） - 小野武彦
- 柳井麗子（正太郎の祖母・置屋「柳井屋」女将） - 銀粉蝶
- 草野雪子（草野家長女・老舗割烹旅館「草野」女将） - 黒田福美
- 山口喜生

## スタッフ
- 原案 - 戸田山雅司（第3作）
- 脚本 - 戸田山雅司（第1作、第2作）、岩村匡子（第3作）
- 監督 - 都築淳一（第1作 - 第3作）
- 演出補 - 日暮英典（第3作）
- 撮影 - 川村明弘（第1作）、川越一成（第2作）、栗栖直樹（第3作）
- 映像 - 高梨剣（第1作）、小野寺慎一（第2作）、矢沢由邦（第3作）
- 照明 - 花岡正光（第1作）、鵜飼隆一郎（第2作）、清喜博二（第3作）
- 音声 - 堀知也（第1作 - 第3作）
- 選曲 - 近藤隆史（第1作、第3作）
- 編集 - 河村信二（第3作）
- ライン編集 - 松本英之（第3作）
- MA - 水戸レイ子（第3作）
- 美術プロデューサー - 吉良久仁子（第3作）
- 美術進行デザイン - 吉見邦弘（第3作）
- 装飾 - 田村康利（第3作）
- 持道具 - 佐々木理恵（第3作）
- スタイリスト - 吉田由紀（第3作）
- 衣裳 - 望月美奈子（第3作）、伊藤美恵子（第3作）
- メイク - 青木千枝子（第3作）
- 床山 - 原田正男（第3作）
- 協力 - ベイシス（第3作）、バスク（第3作）、フジアール（第3作）
- 番組宣伝 - 鈴木紀子（テレビ東京、第3作）
- スチール - 副田宏明（第3作）
- スタント - 多賀谷渉（第1作）
- 車輌 - レベルワン（第1作）、ファン（第3作）
- 美術車輌 - フェネック（第3作）
- 制作担当 - 山田大作（第3作）
- 音楽協力 - テレビ東京ミュージック（第1作 - 第3作）
- 技術プロデューサー - 石井勝浩（第1作、第2作）、名取佐斗史（第3作）
- プロデューサー - 岡部紳二（テレビ東京。第1作 - 第3作）、高橋萬彦、柳川由起子（第1作 - 第3作）
- 制作 - テレビ東京、BSジャパン、共同テレビジョン

## 放送日程
| 話数 | 放送日        | サブタイトル               | 脚本       | 監督     | 視聴率 |
| ---- | ------------- | -------------------------- | ---------- | -------- | ------ |
| 1    | 2006年1月18日 |                            | 戸田山雅司 | 都築淳一 | 10.6%  |
| 2    | 2007年6月06日 | 金沢・加賀ニセ友禅殺人事件 | 戸田山雅司 | 都築淳一 | 10.0%  |
| 3    | 2008年7月30日 | 偽ブランド和牛殺人事件     | 岩村匡子   | 都築淳一 | 10.6%  |